# Lužani (gmina Derventa)
Lužani (cyr. Лужани) – wieś w Bośni i Hercegowinie, w Republice Serbskiej, w gminie Derventa. W 2013 roku liczyła 223 mieszkańców.